# Jean-Pierre Chabrol
 (mai 2016).
Pour les articles homonymes, voir Chabrol.
Jean-Pierre Chabrol, né le 11 juin 1925 à Chamborigaud et mort le 1er décembre 2001 à Ponteils-et-Brésis, est un écrivain français.

## Biographie

### De 1925 à 1956
Jean-Pierre Chabrol naît en 1925  à Chamborigaud, au premier étage de la mairie qui est à l'époque le logement de l'instituteur. Il est élevé dans les Cévennes, au sein d'une famille d’instituteurs de l’école laïque. Son grand-père paternel, Élie, « chevrier biblique », paysan, digne descendant des camisards, l’influence beaucoup.
Il effectue ses études primaires et secondaires à Alès, à l'école du Quai-Neuf (devenu quai des Prés-Rasclaux), où ses parents enseignent, puis au lycée Jean-Baptiste-Dumas. Il s'intéresse très tôt au dessin et à la poésie. Il prend des cours de dessin avec le peintre génolhacois André Chaptal et participe en 1942 au salon de l'Art Cévenol à Alès avec plusieurs œuvres.
Après un rapide passage en Classes préparatoires littéraires (khâgne) à Paris, il entre dans la Résistance au printemps 1944 et se retrouve « par hasard » dans un maquis FTP. Engagé dans la brigade du Languedoc formée de soldats issus des maquis du sud et qui le conduit jusqu’à Berlin, il ne retrouve la vie civile qu’en 1945, à Paris.
Dès ce moment, les grands thèmes de son œuvre future sont établis : les Cévennes, l’épopée des camisards, le maquis et surtout les petites gens.
Il épouse en 1947 Noëlle Vincensini, étudiante corse naguère engagée dans la Résistance à Montpellier et déportée à Ravensbruck, avec laquelle il a quatre enfants, dont Elsa Chabrol et le musicien Olivier Chabrol. Ils divorcent en 1971.

### Journaliste àL'Humanitéjusqu'en 1956
C’est à la rédaction du journal L'Humanité où il travaille en tant que dessinateur puis comme journaliste (il en devient par la suite chef de rédaction) qu’il rencontre Louis Aragon, lequel l’encourage à écrire son premier roman, La Dernière Cartouche. D’autres suivent régulièrement dont Le Bout-galeux qui obtient le Prix populiste. Malgré son éloignement du Parti communiste en 1956, ses livres sont traduits en allemand (RDA), tchèque, bulgare. Il est l’ami de Georges Brassens, Léo Ferré, Jacques Brel, Jean Ferrat, Pierre Mac Orlan et Catherine Sauvage entre autres.
Il crée pour L'Humanité une sorte de bande dessinée humoristique de style médiéval, Le Barlafré, avec le dessinateur Marcel Tillard. Il cesse néanmoins sa collaboration avec le journal communiste après l'insurrection de Budapest.

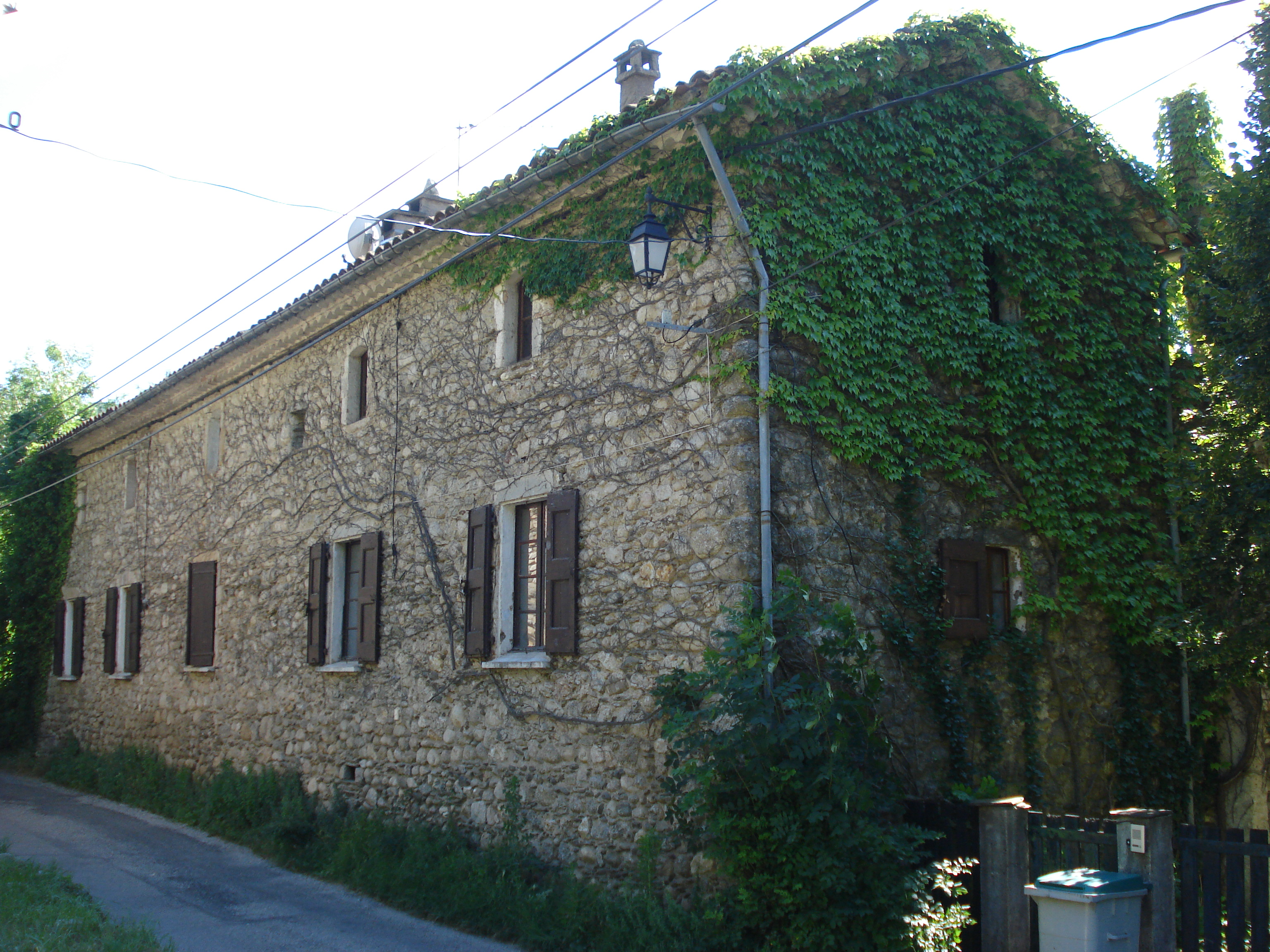
Mas familial de Jean-Pierre Chabrol à Pont-de-Rastel

En 1961, il publie Les Fous de Dieu, qui passe près du prix Goncourt, et est adapté pour la télévision. Tout en continuant son métier d’écrivain (la trilogie des Rebelles), il collabore alors régulièrement à des émissions de radio et de télévision. Ses nombreuses apparitions dans les médias en font alors un écrivain familier du grand public. Il voyage beaucoup.

### Séjour à Saint-Cyr-sur-Morin, de 1957 à 1967
Son ami Georges Brassens l'aide financièrement en 1957 à acquérir une petite maison de campagne, dotée d'un grand terrain, à Courcelles-la-Roue, commune de Saint-Cyr-sur-Morin (Seine-et-Marne). Il peut y écrire au calme. C'est ainsi que Jean-Pierre Chabrol, sa femme, et leurs trois enfants quittent Palaiseau pour venir s'installer dans le hameau. Leurs moyens matériels sont limités, mais la famille subsiste grâce à leur jardin, leur basse-cour et leurs chèvres. Malgré leurs difficultés, ils invitent de nombreuses personnes dont Marcel Mouloudji, Yves Montand, Francis Lemarque, Costa Gavras, Marcel Marceau, René Fallet, Gilles Vigneault, Michel Legrand, entre autres.
Sur place, Jean-Pierre Chabrol sympathise tout naturellement avec son voisin Pierre Mac Orlan, écrivain et dessinateur comme lui. Au décès de celui-ci, en 1970, il fait partie des amis proches qui veillent au respect testamentaire et au maintien de la mémoire de son œuvre. Il rencontre aussi Jacques Canetti, le directeur des Trois Baudets, qui a sa résidence secondaire à Chavigny depuis 1957. Dans cet environnement où la nature et les gens lui rappellent ses Cévennes natales, Chabrol trouve assez de calme et d'inspiration pour écrire près de quinze romans. Il quitte finalement Courcelles en 1967 pour retrouver son pays et sa maison familiale du Gravas au Pont-de-Rastel, dans la commune de Genolhac.

### Années 1970-2000
Il divorce de sa première femme Noëlle en 1971, rencontre Claudine Duflo (1948-1983) qu’il épouse l’année suivante. À la fin des années 1970, il collabore à l’écriture de pièces avec le Théâtre de la Jacquerie.
Mais Claudine décède en 1983, après onze ans de mariage et la naissance de deux filles. Pour surmonter son chagrin, il se lance dans une nouvelle carrière en montant lui-même sur scène comme conteur, tout en continuant à publier différents ouvrages, entre autres en collaboration avec son ami Claude Marti, ou le recueil de dessins satiriques intitulé Le Petit Chabrol illustré.
Il rencontre Elisabeth et revient pleinement à la littérature en 1993 avec Le Bonheur du manchot – hommage à son père, qui était manchot –, ouvrage pour lequel il obtient le Prix du Sud le 12 janvier 1995. Le roman La Banquise, publié en 1998, est adapté pour la télévision par sa fille Elsa. Après avoir fait figurer de nombreuses chansons dans ses livres, il confie des textes en vers à Jofroi, chanteur wallon (cévenol du nord comme Chabrol le présentait) afin qu'il les mette en musique et les enregistre en CD.
Il épouse Elisabeth le 1er mai 2000.
Il meurt à l'hôpital de Ponteils-et-Brésis pendant la nuit du 1er décembre 2001. Il est placé dans le caveau familial face au mas familial dans la rue qui porte maintenant son nom.

## Ouvrages

### Romans
.

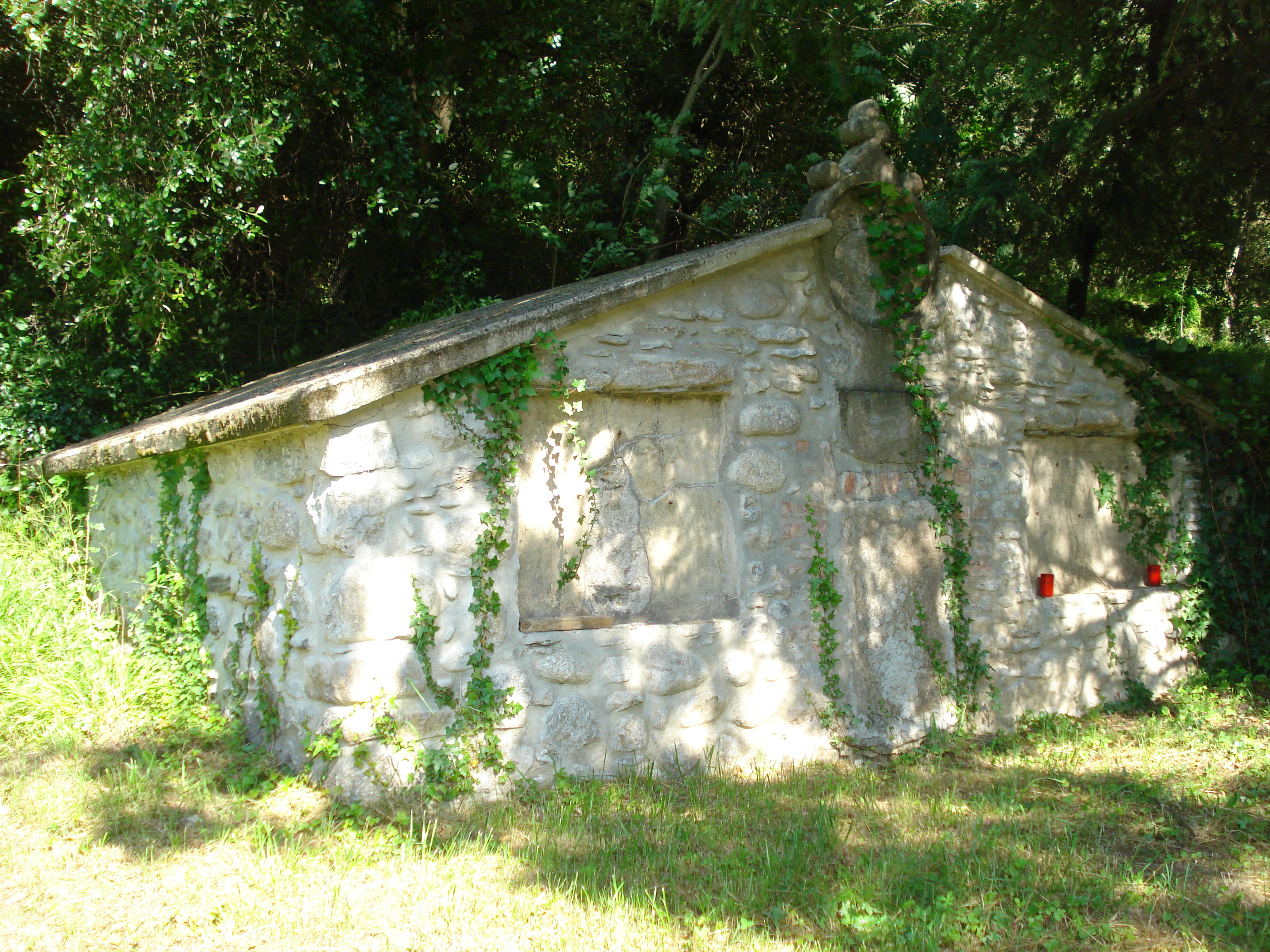
Pont-de-Rastel, le caveau familial où Jean-Pierre Chabrol est inhumé

- 1953 : La Dernière Cartouche : un premier roman partiellement autobiographique d’une enfance alésienne et d’un engagement dans la Résistance. L’action se déplace ensuite, pendant la guerre d’Indochine. Cette partie a pu être faite grâce à un de ses amis Nathan Chapochnik (entré dans la Résistance dès 1941, commandant FTPF dans le Var à partir de juin 44, il poursuit sa carrière au sein de l'Armée dont il démissionne en 1950 en désaccord avec la guerre menée en Indochine). C'est grâce à la correspondance envoyée à son épouse et communiquée à Jean-Pierre Chabrol que ce dernier a pu rendre si "vraie" la partie sur l'Indochine. La dédicace de l'auteur à son ami "Chapo" est : "A mon cher Chapo, ce livre dans lequel il a tant mis. Fraternellement. Jean-Pierre Chabrol."[5]
- 1955 : Le Bout-galeux : la banlieue Sud de Paris[6] dans les années d’après-guerre. Le travail, la vie, les gens, Prix du roman populiste 1956.
- 1957 : Fleur d’épine : les « vacances » d’été en Corse d’ « émigrés » sur le Continent…
- 1958 : Un homme de trop : le maquis et les maquisards au quotidien. Costa-Gavras en tirera un film en 1967 (Un homme de trop).
- 1959 : Les Innocents de mars : les derniers jours de l’Allemagne nazie et un rare témoignage sur les « enfants du Führer ».
- 1961 : Les Fous de Dieu : les Camisards et une plongée dans l’âme cévenole. Une adaptation télévisée sera réalisée par Jean L'Hôte pour la RTF en 1963.
- 1963 : La Chatte rouge : de folles aventures dans le Paris d’après-guerre.
- 1964 : Mille millions de Nippons : les aventures d’un Français au Japon.
- 1965 : Les Rebelles (Tome I de trois tomes) : une fresque des années 1930 à Paris, dans les Cévennes et en Allemagne.
- 1966 : La Gueuse (Les Rebelles, tome II), Plon.
- 1967 : Je t’aimerai sans vergogne: une histoire d’amour qui donnera naissance à sa version théâtrale Ma déchirure.
- 1968 : L'Embellie (Les Rebelles, tome III), Plon
- 1970 : Le Canon Fraternité : la Commune de Paris dans un quartier populaire.
- 1972 : Les chevaux l’aimaient.
- 1975 : Le Bouc du désert, Gallimard : une reconstitution historique des guerres de religion autour d'Agrippa d'Aubigné.
- 1977 : La Folie des miens Gallimard,  (ISBN 978-2070183616)
- 1978 : Caminarèm, Robert Laffont : écrit avec le chanteur-poète occitan Claude Marti, c'est l'histoire de la révolte des viticulteurs audois pendant l'été 1975  (ISBN 9782221000021).
- 1980 : Vladimir et les Jacques, Grasset (Paris) : le roman de la création d’une pièce de théâtre au sein d’une troupe enthousiaste  (ISBN 2246253616).
- 1982 : Le lion est mort ce soir, Grasset (Paris)  (ISBN 9782246244417).
- 1993 : Le Bonheur du manchot, Robert Laffont  (ISBN 9782221077009).
- 1995 : Les Aveux du silence, Robert Laffont  (ISBN 9782221081631)
- 1998 : La Banquise, Presses de la Cité : retour sur la période de la guerre avec beaucoup de compréhension pour ses différentes catégories de victimes  (ISBN 9782258049567)

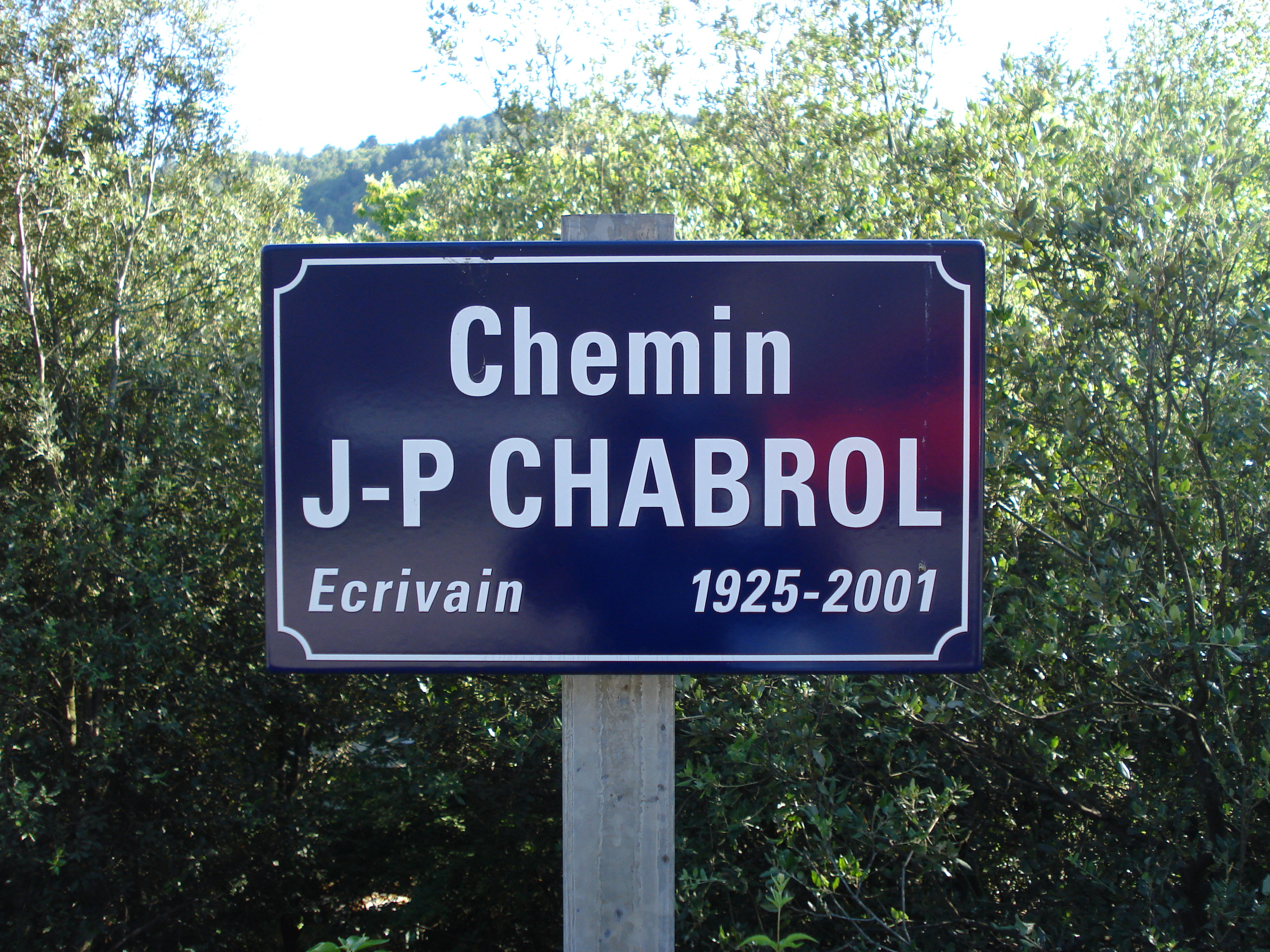
Chemin Jean-Pierre-Chabrol à Pont-de-Rastel

### Nouvelles
- 1954 : Le Voleur de noces
- 1966 : Titane et Bougrenette : livre illustré pour enfants, ODEJ Presse
- 1967 : L’Illustre Fauteuil et Autres Récits, Gallimard
- 1968 : Ma déchirure, conte dramatique en seize tableaux, Gallimard
- 1969 : Les Contes d'outre-temps, Plon
- 1972 : Le Crève Cévenne, Plon. Réédité en 1993 dans Gens de la cévenne, Presses de la Cité  (ISBN 2-286-08844-6)
- 1976 : Le Barlafré, Éditions la farandole, coécrit[7] avec Marcel Tillard.  (ISBN 2-7047-0140-7)
- 1983 : Portes d’embarquement, Plon : nouvelles d’un grand voyageur ; inspiré de chroniques radiophoniques  (ISBN 9782259010511)
- 1985 : Contes à mi-voix, B. Grasset (Paris)  (ISBN 2246370213)
- 1997 : Les Mille et Une Veillées, Robert Laffont : « avec ses informations locales, sa chronique nécrologique, ses recettes de cuisine, ses conseils médicaux, ses rubriques économiques, de jardinage, son coin des enfants (avant qu'ils aillent au lit), sa tribune politique, jusqu'à l'édito... la veillée avait toute sa place en des temps où ni le quotidien ni la télévision n'existaient. »[8]  (ISBN 9782221085462)
- 2000 : Colères en Cévennes, Robert Laffont  (ISBN 222108635X)

## Filmographie

### Scénariste
- 1951 : Mon ami Pierre, court métrage de Louis Félix et Paula Neurisse (commentaire)
- 1953 : Ma Jeannette et mes copains, court métrage de Robert Ménégoz
- 1968 : Provinces (émission La voûte), réalisation de Jean L'Hôte

### Télévision
- Intervenant dans Le Temps des cerises : La Commune de Paris, Signes des Temps, RTBf, Sonuma, 23 mars 1971, voir en ligne.